# 原正雄
原 正雄（はら まさお、1919年9月19日 - 2008年10月7日） は、日本の実業家。帝国ホテル代表取締役社長や、日本ホテル協会会長を務めた。

## 経歴
武蔵高等学校を経て、1941年東京帝国大学経済学部卒業。1942年第一銀行入行。第一銀行京橋支店長を経て、業績不振が続いていた帝国ホテルに招かれ、1970年から帝国ホテル専務取締役。1974年帝国ホテル代表取締役専務。1976年帝国ホテル代表取締役社長。1979年日本ホテル協会会長。1986年帝国ホテル取締役相談役。